# Praat

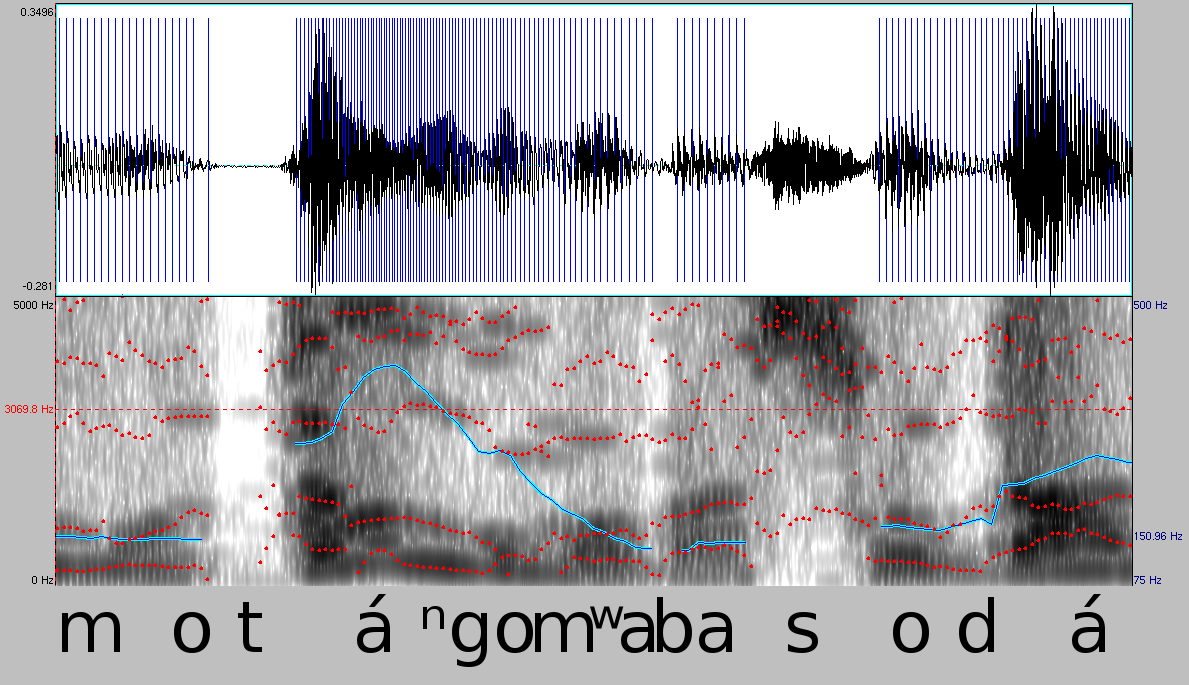
Espectograma de una frase en lingala generada con Praat

Praat (del holandés "hablar") es un software libre para el análisis científico del habla usado en lingüística. Fue diseñado y continúa siendo desarrollado por Paul Boersma y David Weenink de la Universidad de Ámsterdam. Puede ser instalado en varios sistemas operativos, incluyendo Unix, Mac y Microsoft Windows (95, 98, NT4, ME, 2000, XP, Vista).

## Características
Praat es capaz de grabar la voz en varios tipos de archivos de audio y mostrar los espectogramas. Además, permite el análisis de la entonación, la intensidad o volumen, los formantes, cocleagrama, etc.
Praat también puede ser automatizado para análisis más complejos, lo que ha resultado útil para investigadores de alto nivel. Por lo que se pueden calcular valores de jitter, shimmer, entre otros, y utilizarlos para la clínica de análisis acústico.